# Narwal
Le Narwal était le nom d'un petit sous-marin de reconnaissance construit pour la marine allemande, qui a été achevé en 1990, mais n'a pas été mis en service actif. Il est exposé au musée d'histoire militaire de Dresde.

## Historique
Pendant la guerre froide, la deutsche Marine avait un grand intérêt pour les informations sur tous les systèmes d'armes des marines du pacte de Varsovie. Il a été observé que lors d'exercices d'armement en mer, des parties de systèmes d'armes, en particulier des torpilles et des ogives de missiles, sont tombées presque intactes dans l'eau et n'ont pas pu être récupérées immédiatement par leurs utilisateurs. Étant donné que les zones réglementées étaient principalement aménagées autour des points de perte, il n'était possible que dans des cas exceptionnels de ramasser du matériel sur des navires de surface tels que les bateaux de service de la flotte.
À la fin des années 1970, l'idée de construire un véhicule sous-marin capable de récupérer de l'armement en mer a été développée. Après quelques études, les exigences ont été spécifiées pour que le véhicule puisse emmener jusqu'à quatre plongeurs jusqu'à la destination contrôlée par un seul pilote. Les plongeurs doivent pouvoir monter et descendre en toute sécurité lorsqu'ils sont submergés. Le bateau doit pouvoir fonctionner de manière autonome pendant plusieurs jours après avoir été amené dans sa zone d'opération depuis une autre plate-forme. Avec une vitesse maximale de six nœuds, il devrait être extrêmement silencieux. Il était censé utiliser un sonar pour la recherche, la modernisation des bras de préhension était prévue.

## Construction et essais
En 1986, la division des technologies marines a commandé à Messerschmitt-Bölkow-Blohm (MBB) la création d'une proposition de solution pour ce concept. En 1987, la construction d'un prototype de véhicule sous-marin pour le transfert des plongeurs  (UWTG) a été réalisée dans les 36 mois.
Le 4 septembre 1990, le véhicule a été baptisé Narwal au chantier naval Abeking & Rasmussen (en) à Lemwerder. L'équipement supplémentaire a eu lieu au Service technique de la défense 71 (WTD 71) à Eckernförde. En septembre 1991, le constructeur a officiellement remis le Narwal' aux forces armées allemandes, mais en raison du changement de situation politique, il ne fut pas utilisé dans la marine. Le WTD 71 a testé l'UWTG jusqu'à ce que le projet soit finalement arrêté en décembre 1996 et que le bateau soit démoli.

### Préservation
Destiné à l'origine à la démolition, il a été décidé de donner le bateau au musée d'histoire militaire de la Bundeswehr à Dresde pour une exposition publique.